# WWE Day 1 (2022)
L'édition 2022 du WWE Day 1 est une manifestation de catch (lutte professionnelle) produite par la World Wrestling Entertainment (WWE), une fédération de catch américaine, qui est télédiffusée, visible en paiement à la séance, sur Peacock. L'évènement s'est déroulé le 1er janvier 2022.
Il s'agit de la toute première édition de WWE Day 1.

## Contexte
Les spectacles de la World Wrestling Entertainment (WWE) sont constitués de matchs aux résultats prédéterminés par les scénaristes de la WWE. Ces rencontres sont justifiées par des storylines – une rivalité avec un catcheur, la plupart du temps – ou par des qualifications survenues dans les shows de la WWE telles que Raw, SmackDown, 205 Live et NXT. Tous les catcheurs possèdent un gimmick, c'est-à-dire qu'ils incarnent un personnage gentil (face) ou méchant (heel), qui évolue au fil des rencontres. Un événement comme Day 1 est donc un événement tournant pour les différentes storylines en cours,.

## Tableaux des matchs
| Ordre par numéros | Résultat                                                                                      | Stipulation(s)                                              | Temps |
| --- | --------------------------------------------------------------------------------------------- | ----------------------------------------------------------- | ----- |
| 1P | Ridge Holland et Sheamus battent Cesaro et Ricochet                                           | Tag Team match                                              | 9:45  |
| 2 | The Usos (Jimmy et Jey Uso) (c) battent The New Day (Kofi Kingston et King Woods)             | Tag Team match pour les WWE SmackDown Tag Team Championship | 17:05 |
| 3 | Drew McIntyre bat Madcap Moss (avec Happy Corbin)                                             | Match simple                                                | 9:45  |
| 4 | RK-Bro (Randy Orton et Riddle) (c) battent The Street Profits (Angelo Dawkins et Montez Ford) | Tag Team match pour les WWE Raw Tag Team Championship       | 11:15 |
| 5 | Edge bat The Miz (avec Maryse)                                                                | Match simple                                                | 20:00 |
| 6 | Becky Lynch (c) bat Liv Morgan                                                                | Match simple pour le WWE Raw Women's Championship           | 17:00 |
| 7 | Brock Lesnar bat Big E (c), Seth "Freakin" Rollins, Kevin Owens et Bobby Lashley (avec MVP)   | Fatal-5-Way match pour le WWE Championship                  | 8:20  |
| La lettre C placée entre parenthèses désigne la personne ou l’équipe championne en titre. P – indique que le match a eu lieu lors du pré-show |                                                                                               |                                                             |       |